# Prâlon
Prâlon is een gemeente in het Franse departement Côte-d'Or (regio Bourgogne-Franche-Comté) en telt 80 inwoners (2009). De plaats maakt deel uit van het arrondissement Dijon.

## Geografie
De oppervlakte van Prâlon bedraagt 3,1 km², de bevolkingsdichtheid is dus 25,8 inwoners per km².
De onderstaande kaart toont de ligging van Prâlon met de belangrijkste infrastructuur en aangrenzende gemeenten.

## Demografie
Onderstaande figuur toont het verloop van het inwonertal (bron: INSEE-tellingen).